# Jamie Johnston
Pour les articles homonymes, voir Johnston.
Jamie Johnston est un acteur (de télévision, principalement) canadien né le 7 juillet 1989 à Toronto. Il est surtout connu pour son rôle dans la série canadienne Degrassi : La Nouvelle Génération.

## Biographie
Jamie est né le 7 juillet 1989 à Toronto. En 1999, à l'âge de 10 ans, il commence une carrière de mannequin tout comme son frère aîné. Ils ont tous les deux posés pour des catalogues ou des campagnes publicitaires et sont également apparus dans quelques spots pour la télévision. Après plusieurs petits rôles, Jamie est choisi pour interpréter Adam Frake dans la série Zixx : Level One. Il a ensuite joué dans trois téléfilms diffusés en prime sur la chaîne Lifetime. Il continue en décrochant le rôle de Cliff Woodall dans la série Méthode Zoé. Après l'arrêt de la série, Jamie rejoint le casting de la série Degrassi : La Nouvelle Génération, série dans laquelle il incarne depuis 2005 Peter Stone.

## Filmographie
(septembre 2022).
La mise en forme du texte ne suit pas les recommandations de Wikipédia : il faut le « wikifier ».
Les points d'amélioration suivants sont les cas les plus fréquents :
- Les titres sont pré-formatés par le logiciel. Ils ne sont ni en capitales, ni en gras.
- Le texte ne doit pas être écrit en capitales (les noms de famille non plus), ni en gras, ni en italique, ni en « petit »…
- Le gras n'est utilisé que pour surligner le titre de l'article dans l'introduction, une seule fois.
- L'italique est rarement utilisé : mots en langue étrangère, titres d'œuvres, noms de bateaux, etc.
- Les citations ne sont pas en italique mais en corps de texte normal. Elles sont entourées par des guillemets français : « et ».
- Les listes à puces sont à éviter, des paragraphes rédigés étant largement préférés. Les tableaux sont à réserver à la présentation de données structurées (résultats, etc.).
- Les appels de note de bas de page (petits chiffres en exposant, introduits par l'outil «  Source ») sont à placer entre la fin de phrase et le point final[comme ça].
- Les liens internes (vers d'autres articles de Wikipédia) sont à choisir avec parcimonie. Créez des liens vers des articles approfondissant le sujet. Les termes génériques sans rapport avec le sujet sont à éviter, ainsi que les répétitions de liens vers un même terme.
- Les liens externes sont à placer uniquement dans une section « Liens externes », à la fin de l'article. Ces liens sont à choisir avec parcimonie suivant les règles définies. Si un lien sert de source à l'article, son insertion dans le texte est à faire par les notes de bas de page.
- La présentation des références doit suivre les conventions bibliographiques. Il est recommandé d'utiliser les modèles {{Ouvrage}}, {{Chapitre}}, {{Article}}, {{Lien web}} et/ou {{Bibliographie}}. Le mode d'édition visuel peut mettre en forme automatiquement les références.
- Insérer une infobox (cadre d'informations à droite) n'est pas obligatoire pour parachever la mise en page.

Pour une aide détaillée, merci de consulter Aide:Wikification.
Si vous pensez que ces points ont été résolus, vous pouvez retirer ce bandeau et améliorer la mise en forme d'un autre article.

### Cinéma
Jamie Johnston a tenu quelques petits rôles dans des films de court et long métrage.
- Winter Sun (court métrage de Jessica Bradford, 2002, Canada), rôle de Duncan jeune.
- Name of the Rose (court métrage de Mike Moncada, 2003, Canada), rôle de Rob jeune.
- Absolon (film de David DeBartolomé, 2003, Canada et Royaume-Uni), rôle d'un garçon (non crédité).
- Public Domain (film de Kris Lefcoe, 2003, Canada), rôle de Ian.
- Love Me (film de John Kerr, 2012), rôle de Lucas Green.

### Télévision

#### Téléfilms
- Les Femmes du Clan Kennedy (téléfilm de Larry Shaw, 2001, USA), rôle de Robert Kennedy jeune.
- Avec les yeux du cœur (téléfilm de Mike Robe, 2003, Canada), rôle de Cory.
- Killer Instinct : From the Files of Agent Candice DeLong (téléfilm de Peter Werner, USA), rôle de Deegan Schauer.
- Degrassi Spring Break Movie (téléfilm, 2008, Canada), rôle de Peter Stone.
- The Tenth Circle (téléfilm de Peter Markle, 2008, Canada), rôle de Jason Underhill.
- Degrassi Goes Hollywood (téléfilm de Stefan Brogren, 2009, Canada), rôle de Peter Stone.

#### Séries télévisées
- Doc (2002, USA), rôle de Bryce.
  - Saison 2, épisode 20 : « Karate Kid ».
- Méthode Zoé (2003 - 2005, Canada), rôle de Cliff Woodall (plusieurs épisodes).
- Zixx Level One (de Michelle Morris et Stacey Stewart Curtis, Canada - 2004), rôle de Adam Frake (plusieurs épisodes).
- Zixx Level Two (2005, Canada), rôle de Adam Frake (1 épisode).
  - Saison 2, épisode 17 : « Now You See Him ».
- Monday Report (2005, Canada), rôle du fils dans la vidéo (1 épisode).
  - Saison 3, épisode 3 : « Episode #3.3 ».
- Degrassi : La Nouvelle Génération (2005 - 2009, Canada), rôle de Peter Stone (plusieurs épisode).

## Récompenses
Jamie Johnston a été nommé au Young Artist Award de Los Angeles pour son interprétation dans Avec les Yeux du Cœur et pour son rôle dans la série Méthode Zoé. Depuis 2005, il est nommé chaque année pour son rôle dans la série Degrassi : La Nouvelle Génération ce qui lui a permis de remporter deux récompenses (dont le prix du meilleur premier rôle dans une série).